# Картала
Картала (араб. القرطالة Al Qirṭālah) — діючий вулкан і найвища точка Коморських островів, досягає 2361 м над рівнем моря. Це найпівденніший і найбільший з двох щитових вулканів, що утворюють острів Гранд-Комор, найбільший острів у державі Коморські острови. Вулкан Картала досить активний, починаючи з 19 століття він вивергався понад 20 разів. Часті виверження сформували вершинну кальдеру розміром 3х4 км, але острів значною мірою уникнув широкого руйнування.

## Флора і фауна
Гора вкрита незайманим вологим вічнозеленим лісом з 1200 метрів приблизно до 1800 метрів над рівнем моря. Вище рослинність складається з низькорослих дерев і пустищ, де росте гігантський верес Erica comorensis. Гірським лісам загрожують вирубки та поширення сільського господарства. Багато видів, які трапляються на горі, є унікальними для Коморських островів, а чотири види птахів зустрічаються лише на схилах гори Картала: коморський дронго, жовтодзьоба мухоловка, карталанська сплюшка та карталайський окулярник.
Територія площею 14 тис. га, що охоплює верхні схили та вершину гори, було визначено як важливу орнітологічну територію (IBA), оскільки тут живуть популяції сріблястоголових фунінго, коморських фуді, коморських голубів, вохристоволих дроздів, коморських цикіріті, коморських горован, коморських дронго, жовтодзьобих мухоловок, зеленолобих марік, карталанських сплюшок, карталайських окулярників та мадагаскарських лунів.